# 信星集團
信星鞋業集團有限公司，簡稱信星鞋業集團、信星集團，以及信星鞋業（英語：KINGMAKER FOOTWEAR HOLDINGS LIMITED，港交所：1170），在1980年由台灣商人陳敏雄（董事會前主席及總裁，已故）創立。
現時業務在台灣、柬埔寨、越南、中國經營、生產、設計和銷售各類鞋的產品，股份則在1994年9月29日於港交所主板上市，總部位於彰化縣大村鄉過溝村過溝三巷1-10號，以及尖沙嘴漆咸道17-19號帝后廣場17樓。

## 連結
- Kingmaker-Footwear.com （页面存档备份，存于）
- Irasia.com/listco/hk/kingmaker （页面存档备份，存于）